# Glorianes
Glorianes (katalanisch gleichlautend) ist eine französische Gemeinde mit 16 Einwohnern (Stand 1. Januar 2022) im Département Pyrénées-Orientales in der Region Okzitanien. Sie gehört zum Arrondissement Prades und zum Kanton Le Canigou.

## Nachbargemeinden
Nachbargemeinden von Glorianes sind Rigarda im Norden, Rodès im Nordosten, Boule-d’Amont im Osten, La Bastide im Süden, Baillestavy im Südwesten, Finestret im Westen und Joch (Pyrénées-Orientales) im Nordwesten.

## Bevölkerungsentwicklung
| Jahr      | 1962 | 1968 | 1975 | 1982 | 1990 | 1999 | 2013 |
| Einwohner | 16   | 7    | 8    | 13   | 20   | 23   | 19   |

## Sehenswürdigkeiten
- Kirche Saint-Étienne von Sofrunys